# Furanosa

β-D-fruktofuranosa

Furanosa je souhrnný termín pro sacharidy, jejichž chemická struktura obsahuje pětičlenný cyklus skládající se ze čtyř atomů uhlíku a jednoho atomu kyslíku. Název se odvozuje od jeho podobnosti s heterocyklem furanem, cyklus furanosy však neobsahuje dvojné vazby.

## Strukturní vlastnosti

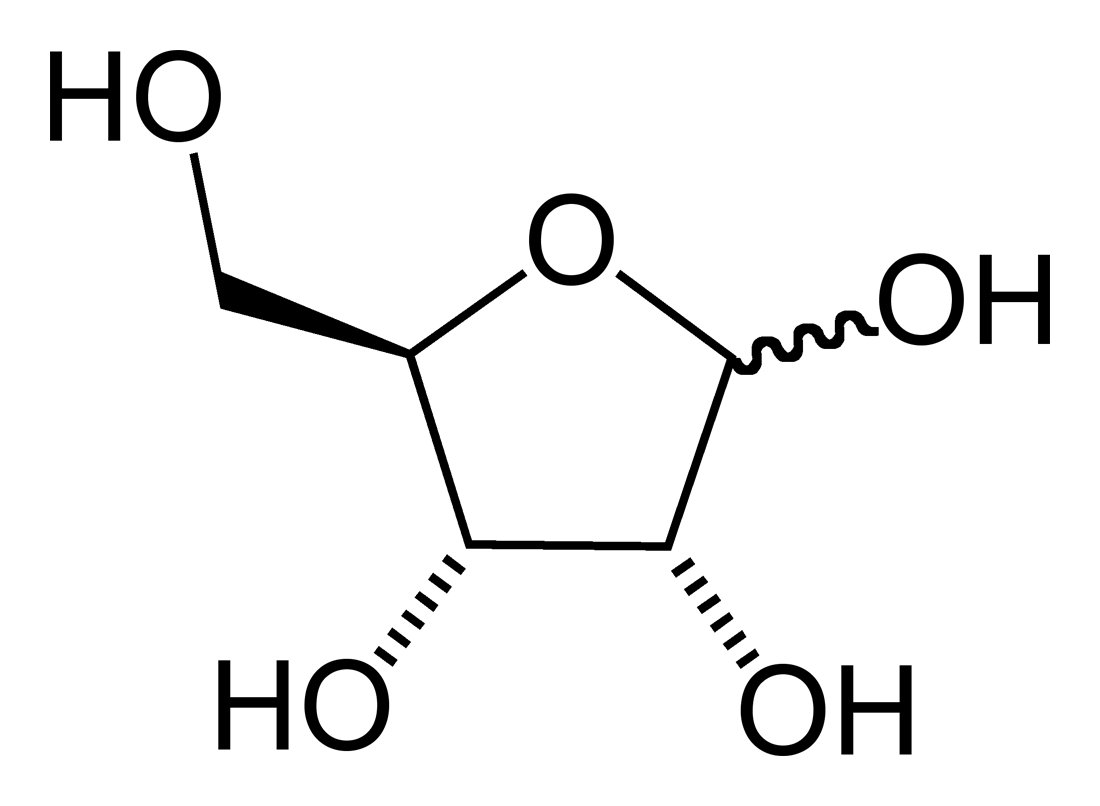
Chemická struktura ribózy ve furanosové formě. Vlnitá vazba označuje směs β-ribofuranosy a α-ribofuranosy

Na prstenu furanosy se nachází cyklický poloacetal z aldopentosy nebo cyklický poloketal z ketohexosy.
Furanosová cyklická struktura se skládá ze čtyř uhlíků a jednoho kyslíkového atomu s anomerním uhlíkem po pravé straně kyslíku. Nejvyšší očíslovaný chirální uhlík (obvykle po levé straně kyslíku v Haworthově projekci) určuje, zda má struktura  D-konfiguraci, nebo L-konfiguraci. V L-konfiguraci furanosy, substituent na nejvyšším očíslovaném chirálním uhlíku se nachází pod rovinou, a v D-konfiguraci furanosy je nejvyšší očíslovaný chirální uhlík nad rovinou.
Cyklus furanosy může mít buď alfa nebo beta konfiguraci, v závislosti na pozici anomerní hydroxylové skupiny. V D-konfiguraci furanosy, alfa konfigurace má hydroxyl směrem dolů, a beta konfigurace směřuje hydroxyl nahoru. V L-konfiguraci furanosy je tomu naopak. Typicky, anomerní uhlík prochází mutarotací v roztoku, a výsledkem je rovnovážná směs alfa-beta konfigurací.